# Крихунов, Владимир Николаевич
Владимир Николаевич Крихунов — советский хозяйственный, государственный и политический деятель, генерал-майор таможенной службы.

## Биография
Родился 26 апреля 1937 года в городе Минеральные Воды Ставропольского края. Член КПСС.
С 1959 года — на хозяйственной, общественной и политической работе. В 1959—2007 годах — инженерный, советский и партийный работник в городе Ленинграде, первый секретарь Московского райкома КПСС города Ленинграда, заведующий отделом оборонной промышленности Ленинградского горкома КПСС, заведующий отделом организационно-партийной работы Ленинградского обкома КПСС, заместитель заведующего отделом партийного строительства и кадровой работы ЦК КПСС, первый заместитель начальника Российской таможенной академии.
Делегат XXV, XXVI и XXVII съезда КПСС.
Живёт в Санкт-Петербурге.

## Сочинения
- Крихунов, Владимир Николаевич. Таможенная политика России в конце XIX — начале XX веков: Опыт и уроки борьбы протекционистов и фритредеров. — 1998.
- Крихунов, Владимир Николаевич. Таможенная политика России и её экономическая эффективность, 1877—1914 гг. / В. Н. Крихунов; Гос. тамож. ком. Рос. Федерации. Рос. тамож. акад. — М. : Русина, 1999. — 230, [1] с. : табл.; 21 см; ISBN 5-7343-0013-6